# Укурей (станція)
Укурей (рос. Укурей) — станція Могочинського регіону Забайкальської залізниці Росії, розташована на дільниці Куенга — Бамівська між станціями Шапка (відстань — 25 км) і Чернишовськ-Забайкальський (23 км). Відстань до ст. Куенга — 38 км, до ст. Бамівська — 711 км; до транзитного пункту Каримська — 270 км.